# Виолета Русева
Виолета Русева Иванова е българска литературна историчка.

## Биография
Родена е на 8 март 1956 г. в с. Добротица, Силистренско. Завършва Българска филология през 1979 г. във ВПИ „Константин Преславски“. През 1989 г. защитава кандидатска (днес - докторска) дисертация на тема „Поетика на българския разказ през 60-те години“.
От 1989 г. е старши асистент, от 1990 г. – главен асистент, от 1999 г. – доцент по история на българската литература във Великотърновския университет „Св. св. Кирил и Методий“.
През 2015 г. защитава научна степен „доктор на науките по филология“ с дисертация на тема „Български символизъм: модуси на различимост“. От май 2018 г. заема длъжността професор по българска литература (Историческа поетика на новата българска литература).
Изследовател на българската модерност, съвременната проза, историческата поетика. Пише студии и статии, публикувани в множество академични издания и в специализирания периодичен печат. Участва в редица редакторски и съставителски колегии. Сред съставителствата ѝ са две антологии на българския модернизъм: „Манифести на българския авангардизъм“, „Слово“, В. Търново (1995) и „Български символизъм“, „Слово“, В. Търново, (2000).
Съавтор е на учебници за средното училище: Литература за ХI клас на средното общообразователно училище. Задължителна подготовка. Съавт. С. Янев, Р. Радев. Прозорец, Труд, Просвета, София (2001); Литература за ХII клас на средното общообразователно училище. Задължителна подготовка. Съавт. С. Янев, Р. Радев. Прозорец, Труд, Просвета, София (2002).